# Heinrich Gustav Flörke
 Heinrich Gustav Flörke o Floerke (Altkalen, 24 de diciembre de 1764 - Rostock, 11 de junio de 1835) fue un liquenólogo, briólogo, botánico, micólogo, taxónomo y religioso alemán.

## Biografía
Inicialmente, estudió teología y matemática en Bützow, y luego medicina en la Universidad de Jena. En 1816, sucedió a Ludolph Christian Treviranus (1779–1864) como profesor de historia natural en la Universidad de Rostock, donde permaneció por el resto de su vida.
Se especializó en el campo de la liquenología, siendo conocido por sus investigaciones del genus Cladonia. Durante su carrera, fue altamente crítico de las obras del botánico sueco Erik Acharius; e.g. Kritische Anmerkungen zu den Becherflechten in der Lichenographia universalis des Herrn Doctors und Ritters Erik Acharius (1810) - (Críticos comentarios sobre Cladonia en Lichenographia universalis de Erik Acharius).

## Algunas publicaciones
- 1803. Über den Zustand der Leibeigenen in Mecklenburg. In: »Neue Gallerie der Charlatanerien«

- 1807. Beschreibung der deutschen staubflechten

- 1811–1813. Repertorium des Neuesten und Wissenswürdigsten aus der gesamten Naturkunde. 5 vols.

- 1812–1819. Systematische deutsche Lichenen-Sammlung. 1.–6. entregas

- 1815. Deutsche Lichenen gesammelt und mit Ammerkungen

- 1820–1825. Unterhaltungen aus dem Gebiete der Naturwissenschaft. 12 vols.

- 1820–1831 (ed.) Neue Annalen der Mecklenburgischen Landwirtschaftsgesellschaft.

- 1825. Über die Unvollkommenheit der plattdeutschen Sprache und die zu wünschende gänzliche Verbannung dieser Mundart, wenigstens aus den Zirkeln gebildet seyn wollender Menschen

- 1828. De Cladoniis, deffallimo lichenum genere, commentatio nova[2]

- 1832. Über den Aberglauben

## Honores

### Eponimia
Género
- (Familia Campanulaceae) Floerkea Spreng.[3]

- (Limnanthaceae) Floerkea Willd.[4]

Especies fanerógamas
- (Primulaceae) Aretia floerkeana Link[5]

- (Primulaceae) Primula floerkeana Schrad.[6]

Especies de liquen
- (Cladoniaceae) Cladonia floerkeana[7]

- (Pottiaceae) Phascum floerkeanum F.Weber & D.Mohr[8]

- (Pottiaceae) Microbryum floerkeanum (F.Weber & D.Mohr) Schimp.
- La abreviatura «Flörke» se emplea para indicar a Heinrich Gustav Flörke como autoridad en la descripción y clasificación científica de los vegetales.[9]